# Cíl (časopis)
Cíl byl československý časopis, šlo o socialistický týdeník pro kulturu a politiku.
Kulturně-politický týdeník vydávaný Československou stranou sociálně-demokratickou po druhé světové válce v Praze. Navazoval na tradici kulturně-politických týdeníků a revue, jakými byly např. Nová Svoboda či časopis Útok. První číslo vyšlo 21.10.1945. Vycházel do března 1948, kdy byl definitivně zastaven. Celkem vycházel zhruba dva a půl roku. 1945–1948. Časopis řídili: Bohuslav Kratochvíl a Karel Šourek. Redakční kruh byl sestaven z těchto osobností: Vilém Bernard, Evžen Erban; Jiří Fischer; Jiří Hájek; Jaroslav Havelka; Jaroslav Mecer; Bohumír Šmytl; František Kraus; Vladimír Meissner; Ladislav Pičman; Blažej Vilém.

## Charakteristika
Články a politická publicistika byly věnovány vnitropolitické situaci v tehdejším Československu a politickým programům sociálně-demokratických stran ve Střední a Západní Evropě (1946–1947). Na stránkách časopisu probíhala i vnitřní debata, jakým směrem se má tehdejší sociální demokracie vydat. Byly zveřejněny informace o politice Labour Party ve Velké Británii a francouzské socialistické strany. Výtvarnému umění se pravidelně věnoval Karel Šourek, do filmové rubriky pravidelně přispívali Jan Kučera, který používal pseudonymu: Kinographicus, Jaroslav Brož aj. O divadelní tvorbě do Cíle pravidelně psala např. Olga Srbová. Za redakci odpovídal Jaroslav Mercer. Tiskl Cíl – Tiskařské a nakladatelské podniky – pobočný závod VII, v ulici Františka Zemana - VII.